# エリザヴェータ・ヴォロンツォヴァ
エリザヴェータ・ロマノヴナ・ヴォロンツォヴァ（ロシア語: Елизавета Романовна Воронцова、1739年8月13日 - 1792年2月2日）は、ロシア帝国の貴族。皇帝ピョートル3世の愛人として知られる。彼はエリザヴェータと結婚するために、皇后エカチェリーナ・アレクセーエヴナ（後の大帝エカチェリーナ2世）との離婚を画策していたとされる。
女帝エリザヴェータの治世末期、彼女の叔父であるミハイル・ヴォロンツォフはロシア帝国宰相に就任した。また、父親のロマン・ヴォロンツォフは、ウラジーミル、ペンザ、タンボフ、コストロマなどの都市を領有するなど、ヴォロンツォフ家は権力の絶頂に達しており、エリザヴェータは帝国の最有力貴族層に身を置いていた。
ピョートル3世の寵愛を一身に受け、彼の在位中は皇后エカチェリーナをも凌ぐほどの地位に上り詰めた。

## 経歴
1750年に母マルファが死去すると、11歳のエリザヴェータは姉マリアとともにオラニエンバウムにあるエカチェリーナ・アレクセーエヴナ大公妃の宮殿に仕えることとなった。そのときの記録によれば、エリザヴェータは「兵士のように悪態をつき、目は斜視で臭いがひどく、おまけに話しながら唾を飛ばす」と、非常に野暮ったかった。フランス王国のブルトゥイユ男爵ルイ・シャルル・オーギュスト・ル・トノリエは、彼女の容姿を「最も身分の卑しいスカラリーメイド」のそれと比較している。エカチェリーナ自身は、彼女について「オリーヴ色の肌をした、とても醜く、非常に不潔な子供」だと書き残している。このように周囲からは散々な評判であったにもかかわらず、皇太子ピョートル・フョードロヴィチ大公（後の皇帝ピョートル3世）は彼女への愛を深めていたので、宮廷はピョートルを思いとどまらせるのに非常に手を焼いた。彼はエリザヴェータのことを「私のロマノヴァ」（エリザヴェータの父称であるロマノヴナと、大公の家名であるロマノフとをかけた洒落）と呼んでいたが、その間エカチェリーナは当てつけるようにして、彼女のことを「新しいポンパドゥール夫人」と呼んでいた。
大公がピョートル3世として皇帝に即位した1762年1月以降、彼は聖エカチェリーナ勲章をエリザヴェータに贈り、新しく建てられた冬宮殿の自室の隣に彼女の部屋を用意させた。また、エリザヴェータはピョートルと小旅行やアバンチュールを繰り返していた。まるでおしどり夫婦のような二人の様子から、外国の駐露大使は自国政府に対し、皇帝はエリザヴェータと結婚するため、皇后エカチェリーナを修道院に追放するつもりだと報告するに至った。これらの噂が、エリザヴェータの妹であるエカチェリーナ・ダーシュコワと皇后エカチェリーナが結託した理由と考えられ、ついにクーデターへと発展することになる。在位僅か半年で帝位から追い落とされたピョートルだが、直後迎えた彼の不可解な死に、エカチェリーナが関与していたかどうかは今日までの論争である。ピョートル廃位後の彼女の動きについては、「夫に関して、エカチェリーナは彼を牢獄へ放り込み、同情は見せなかった。自室から彼のベッド、愛犬、ヴァイオリン、そして主治医を連れてくる許可を求めた、彼の心からの度重なる願いを、彼女は拒否した。彼女は、ピョートルと彼の愛人が二度と会えないように手をまわしていた。」と説明されている。
エカチェリーナ2世は自らの回想録の中で、ヴォロンツォヴァに言及する際は一切の手加減をしていない。1762年6月の書簡では、彼女はヴォロンツォフ一族が私を修道院に押し込め、自分の親族を帝位に即ける企てをしていると主張している。
クーデターにより帝位を追われ、重臣も次々に寝返る中で孤独に陥ったピョートル3世だったが、エリザヴェータは最後までそばに居続けた。彼女は、ピョートルが彼の故郷であるホルシュタインに追放され、二人で残りの時間を過ごすことを望んでいた。しかしながら、彼の突然死により、その願いが叶うことはなかった。

## ギャラリー

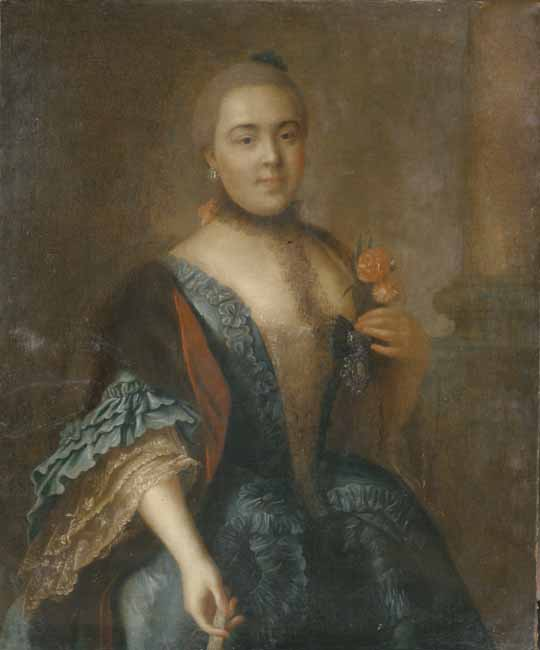
1762年、アレクセイ・アントロポフ（ロシア語版）による肖像画
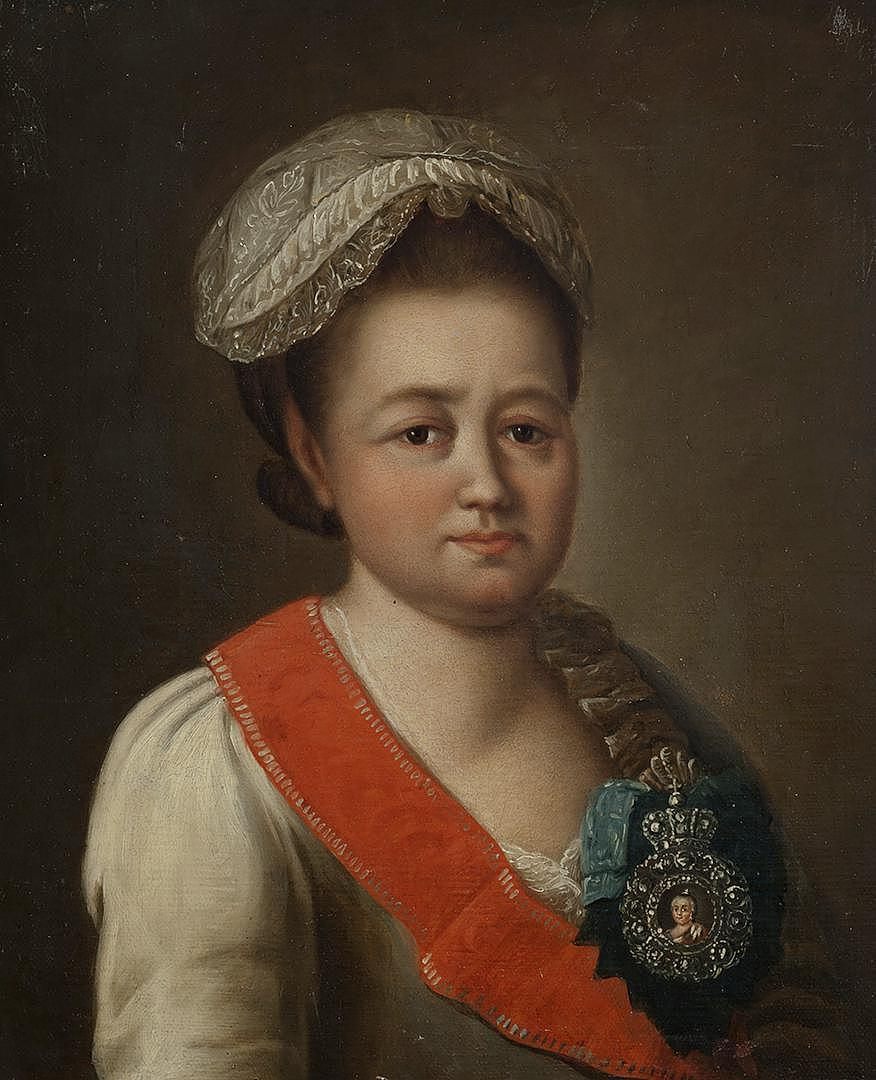
聖エカチェリーナ勲章（ロシア語版）を佩用したエリザヴェータ
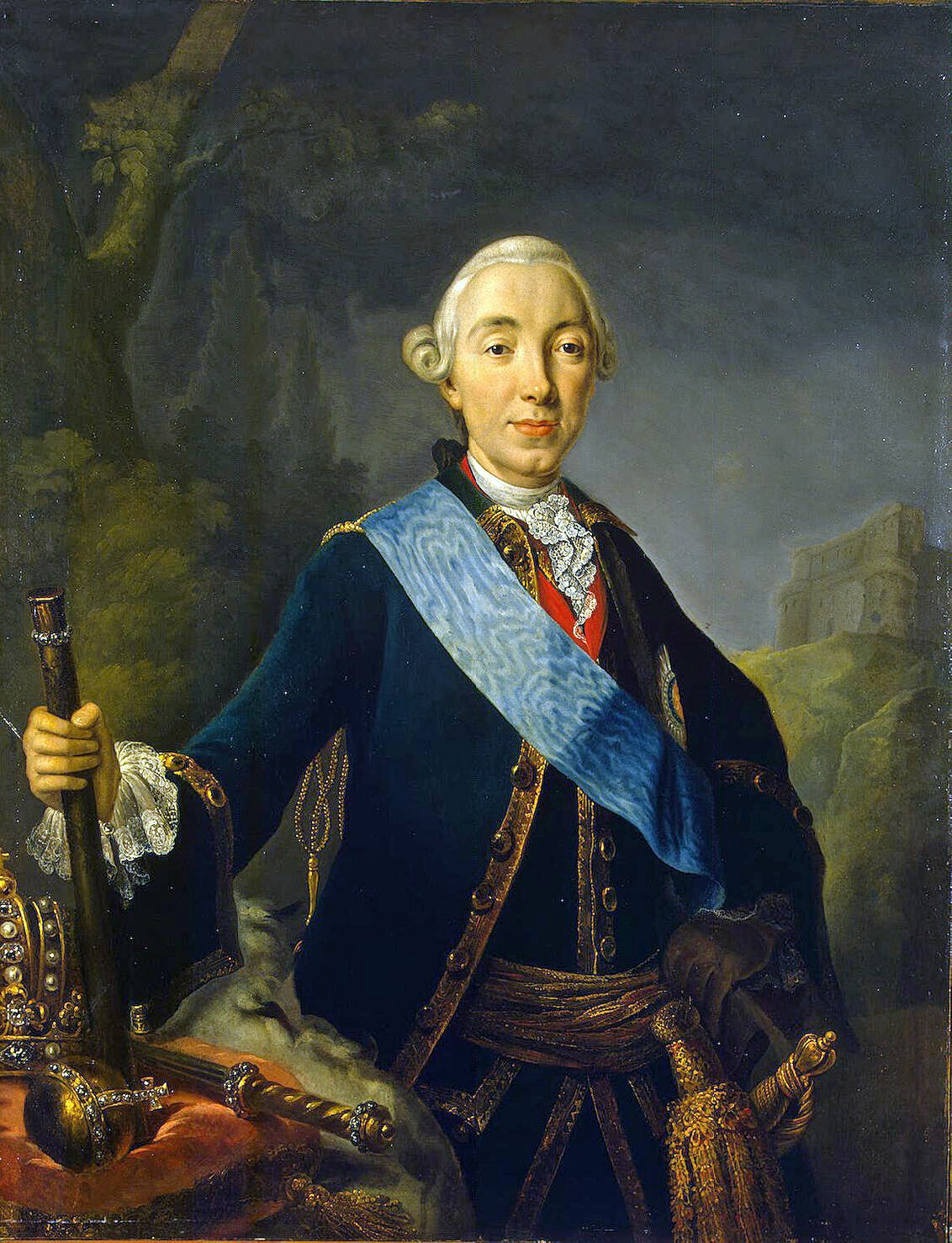
寵愛を受けた皇帝ピョートル3世